# Bathippus schalleri
Bathippus schalleri là một loài nhện trong họ Salticidae.
Loài này thuộc chi Bathippus. Bathippus schalleri được Eugène Simon miêu tả năm 1902.